# Idom (plaats)
Idom is een plaats in de Deense regio Midden-Jutland, gemeente Holstebro, en telt 342 inwoners (2007).